# Strasbourg International
Die Strasbourg International (auch CEBA International) sind offene internationale Meisterschaften im Badminton. Sie sind einer der hochrangigsten Badmintonwettbewerbe in Frankreich. Mit der Ausrichtung mehrerer internationaler Titelkämpfe wird deutlich, welche Bedeutung dem Badmintonsport in Frankreich beigemessen wird. Erstmals ausgetragen wurde das Turnier 1977.

## Sieger
| Jahr      | Herreneinzel           | Dameneinzel            | Herrendoppel                             | Damendoppel                                 | Mixed                                    |
| --------- | ---------------------- | ---------------------- | ---------------------------------------- | ------------------------------------------- | ---------------------------------------- |
| 1977      | Juniarto Suhandinata   | Renate Dietrich        | Søren Willandsen Søren Birkholm          | Renate Dietrich R. Kübler                   | Juniarto Suhandinata R. Kübler           |
| 1978      | Fritz Hotze            | Karin Hökel            | Ernst Stingl Johann Ratheyser            | Karin Hökel Yveline Hue                     | Rolf Rüsseler Karin Hökel                |
| 1979      | Georg Simon            | Vera Martini           | Henrik Skaarup Torben Kjærulff           | Vera Martini Ingeborg Schley                | Georg Simon Vera Martini                 |
| 1980      | Claus Andersen         | Vera Martini           | Georg Simon Karl Geisler                 | Mette Myhre Birthe Rathsach                 | Georg Simon Vera Martini                 |
| 1981      | Rolf Rüsseler          | Heidi Krickhaus        | Arya Aslim Bambang Dihardja              | Vera Martini Heidi Krickhaus                | Georg Simon Heidi Krickhaus              |
| 1982      | Arya Aslim             | Charlotte Bornemann    | Arya Aslim Karl Geisler                  | Stefanie Vinkler Charlotte Bornemann        | Fritz Hotze Petra Szczesny               |
| 1983      | Kim Brodersen          | Annette Bernth         | Peter Buch Torben Kjærulff               | Karin Hökel Annette Bernth                  | Kim Brodersen Annette Bernth             |
| 1984      | Kim Brodersen          | Dorthe Lynge           | Kim Brodersen Jürgen Westermann          | Dorthe Lynge Doris Gerstenkorn              | Kim Brodersen Dorthe Lynge               |
| 1985      | Kim Brodersen          | Maria Henning          | Kim Brodersen René Petche                | Anne-Katrin Seid Elke Drews                 | Kim Brodersen Maria Henning              |
| 1986      | Kim Brodersen          | Maria Henning          | Kim Brodersen Martin Dew                 | Birthe Rathsach Lis Rathsach                | Kim Brodersen Maria Henning              |
| 1987      | Kim Brodersen          | Lotte Olsen            | Paul Ottoson Per Flennborg               | Lotte Olsen Mimi Hvass                      | Kim Brodersen Lotte Olsen                |
| 1988      | Kim Brodersen          | Joanne Muggeridge      | Paul Ottoson Robert Larsson              | Margit Borg Camilla Silwer                  | Paul Ottoson Margit Borg                 |
| 1989      | Patrik Andreasson      | Suzanne Louis-Lane     | Kim Brodersen Michael Søgaard            | Suzanne Louis-Lane Tracy Dineen             | Richard Harmsworth Tracy Dineen          |
| 1990      | Vimal Kumar            | Gitte Gandborg         | Kim Brodersen Michael Søgaard            | Esther Villanueva Anjo Drijsen              | Peter Smith Lindsay Jackson              |
| 1991      | Vimal Kumar            | Nicole Baldewein       | Chris Hunt Julian Robertson              | Nicole Baldewein Kerstin Weinbörner         | Michael Kjeldsen Janni Pedersen          |
| 1992      | Kim Brodersen          | Nicole Baldewein       | Paul Ottoson Anders Hansson              | Nicole Baldewein Anette Geisler             | Paul Ottoson Carina Olsson               |
| 1993      | Thomas Madsen          | Sandra Dimbour         | Peter Bush Jim Laugesen                  | Margit Borg Ulf Persson                     | Robert Larsson Margit Borg               |
| 1994      | Jens Meibom            | Lotta Andersson        | Paul Ottoson Jesper Larsen               | Anne-Katrin Seid Elke Hintermayr            | Jesper Larsen Ann Sandersson             |
| 1995      | Jens Meibom            | Carolina Ericsson      | Jens Meibom Peter Lehwald                | Joanne Mogensen Rikke Broen                 | Jesper Hermansen Rikke Broen             |
| 1996      | Peter Espersen         | Kelly Morgan           | Anders Hansson Robert Larsson            | Margit Borg Maria Bengtsson                 | Lars Pedersen Anne Mette Bille           |
| 1997      | Hargiono               | Hariati                | Hargiono Guntur Hariono                  | Rikke Broen Helle Stærmose                  | Janek Roos Rikke Broen                   |
| 1998      | Dharma Gunawi          | Nicole Grether         | Dharma Gunawi Yoseph Phoa                | Margit Borg Lotta Andersson                 | Robert Larsson Margit Borg               |
| 1999      | Kent Wæde Hansen       | Hariati                | Paul Ottoson Robert Larsson              | Rikke Broen Sara Runesten-Petersen          | Anton Gargiulo Sara Runesten-Petersen    |
| 2000      | Dharma Gunawi          | Maja Pohar             | Dharma Gunawi Yoseph Phoa                | nicht ausgetragen                           | Andrej Pohar Maja Pohar                  |
| 2001      | Jim Ronny Andersen     | Mette Pedersen         | John Gordon Daniel Shirley               | Rebecca Gordon Nicole Gordon                | Daniel Shirley Lianne Shirley            |
| 2002      | Michael Christensen    | Mette Pedersen         | Dharma Gunawi Yoseph Phoa                | Karina Sørensen Mette Pedersen              | Dennis S. Jensen Karina Sørensen         |
| 2003      | Michael Christensen    | Maja Pohar             | Andreas Hansen Anders Kristiansen        | Line Isberg Tina Olsen                      | Andreas Hansen Tina Olsen                |
| 2004      | Yong Yudianto          | Elena Nozdran          | Martin Delfs Jacob Chemnitz              | Irina Gritsenko Elena Nozdran               | Inoki Cahyadi Devi Sukma Wijaya          |
| 2005      | Gregers Schytt         | Sashina Vignes Waran   | Dennis S. Jensen Jacob Chemnitz          | Julie Houmann Trine Niemeier                | Jacob Chemnitz Julie Houmann             |
| 2006      | Morten Kronborg        | Mette Pedersen         | Christian Dalsgaard Peter Mørk           | Tina Olsen Nicola K. Riis                   | Peter Mørk Tina Olsen                    |
| 2007      | Daniel Damgaard        | Wang Linling           | Jesper Hovgaard Daniel Damgaard          | Wang Linling Ye Wang                        | Theis Christiansen Pernille Levinsky     |
| 2008      | Morten Spurr           | Mette Pedersen         | Christopher Bruun Jensen Morten Kronborg | Sashina Vignes Waran Teshana Vignes Waran   | Mark Philip Winther Pernille Akkermann   |
| 2009      | Morten Kronborg        | Karina Jørgensen       | Thomas Nirschl Felix Hoffmann            | Karina Jørgensen Camilla Overgaard          | Mark Philip Winther Rikke Broen          |
| 2010      | Morten Kronborg        | Sashina Vignes Waran   | Jacob Chemnitz Jon Barth Hansen          | nicht ausgetragen                           | Jacob Chemnitz Maria Alm                 |
| 2011      | Mathias Knudsen        | Teshana Vignes Waran   | Thomas Dew-Hattens Mathias Knudsen       | Claudia Vogelgsang Natalie Ziesig           | Thomas Dew-Hattens Teshana Vignes Waran  |
| 2012      | Joshua Eipe            | Sashina Vignes Waran   | Gaëtan Mittelheisser Joris Grosjean      | Sashina Vignes Waran Teshana Vignes Waran   | Nicolai Muller Louise Seiersen           |
| 2013      | Inoki Theopilus        | Sashina Vignes Waran   | Lucas Bednorsch Philipp Discher          | Sashina Vignes Waran Teshana Vignes Waran   | Inoki Theopilus Teshana Vignes Waran     |
| 2014      | Alexandre Françoise    | Joanna Chaube          | Aske Hogsted Lauritsen Alexander Bond    | Kamilla Winther Rikke S. Hansen             | Alexander Bond Rikke S. Hansen           |
| 2015      | Alexandre Françoise    | Febtria Rato Putri     | Kristoffer Knudsen Joel Eipe             | Emilie Juul Møller Cecilie Sentow           | Inoki Theopilus Febtria Rato Putri       |
| 2016      | Arnaud Merklé          | Febtria Rato Putri     | Kristoffer Knudsen Rasmus Rylander       | Febtria Rato Putri Rosy Oktavia Pancasari   | Inoki Theopilus Febtria Rato Putri       |
| 2017      | Mads Christophersen    | Febtria Rato Putri     | Kristoffer Knudsen Joel Eipe             | Line Christophersen Filippa Koch Rohde      | Kristoffer Knudsen Irina Amalie Andersen |
| 2018      | Mads Christophersen    | Line Christophersen    | Kristoffer Knudsen Mads Christophersen   | nicht ausgetragen                           | Kristoffer Knudsen Line Christophersen   |
| 2019      | Setyaldi Putra Wibowon | Rosy Oktavia Pancasari | Maxim Ziegler Setyaldi Putra Wibowo      | Sashina Vignes Waran Rosy Oktavia Pancasari | William Villeger Sharone Bauer           |
| 2020 2021 | nicht ausgetragen      | nicht ausgetragen      | nicht ausgetragen                        | nicht ausgetragen                           | nicht ausgetragen                        |
| 2022      | Philipp Discher        | Marine Feruzi          | Philipp Discher Julien Fuchs             | Marine Feruzi Lilou Schaffner               | Jennifer Löwenstein Simon Kramer         |
| 2023      | Felix Kruchten         | Katia Normand          | Jonas Burger Johannes Discher            | Ann-Katrin Hippchen Selina Krein            | Quentin Zieringer Elsa Felber            |
| 2024      |                        |                        |                                          |                                             |                                          |